# BBC
Брита́нська телерадіомо́вна корпора́ція (англ. British Broadcasting Corporation, абревіатура BBC) — британська компанія суспільного телерадіомовлення.
За кількістю слухачів найбільша телерадіомовна компанія у світі. У штаті корпорації працює більш ніж 22 000 осіб у всьому світі (зокрема й в Україні), понад 16 000 із яких працюють у державному секторі.
Штаб-квартира корпорації знаходиться у Broadcasting House у Вестмінстері, Лондон.
Керівний орган корпорації — «BBC Trust», однак в її установчих документах зазначено, що компанія незалежна від стороннього впливу й підзвітна тільки перед глядачами й слухачами. Основний девіз компанії — «Інформувати, навчати і розважати». Річний бюджет — 4 млрд фунтів.

## Історія

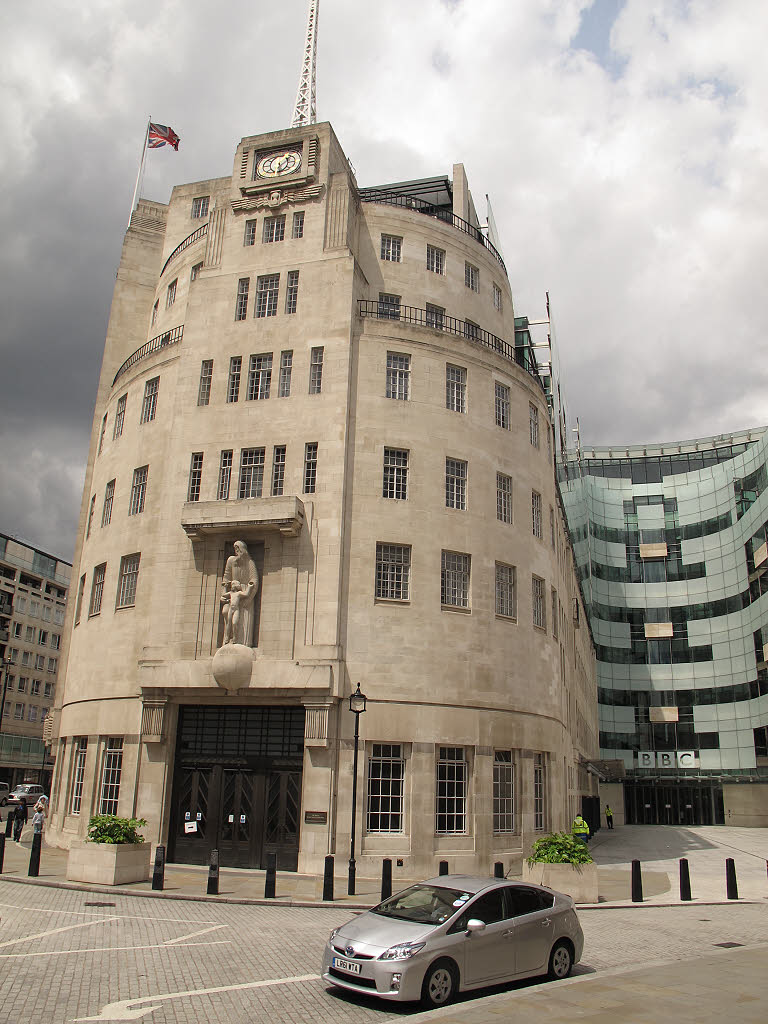
Штаб-квартира

BBC заснована 1922 року групою підприємств як приватна компанія. Перша радіопрограма вийшла 14 листопада 1922 року. Лише через п'ять років, у 1927 році, компанії надали королівський привілей, її націоналізував уряд, хоча вона й залишилася незалежною в редакційній політиці і має широке самоврядування. З 1929 року використовувався передавач у Лондоні, до 1930 року вже регулярні телепрограми транслювалися з використанням антени в Brookmans Park.
Baird's company, зараз відома як BBC One, запустила телевізійне виробництво 2 серпня 1932 року. До перерви у мовленні, спричиненої Другою світовою війною, аудиторія каналу налічувала 25—40 тис. будинків. Перерва була зумовлена тим, що УКХ-передачі служили б відмінним пеленгом для німецьких бомбардувальників, та й інженери і техніки були необхідні для військових цілей.
Всесвітня служба BBC розпочала мовлення 1932 року. 2011 року бюджет служби становив 272 млн фунтів (близько 430 млн доларів), а загальна аудиторія теле- і радіопрограм, а також Інтернет-сайтів, склала 241 млн людей по всьому світу.
1946 року телемовлення відновилося з Александра Пелес. The BBC Television Service виробляв трансляцію різноманітних програм, що охоплюють широку аудиторію.
BBC TV перейменували в BBC1 у 1964 році після запуску BBC2 — третього за рейтингом каналу у Великій Британії (другим був ITV). Пожежа на електростанції Battersea викликала велике вимкнення електроенергії по Лондону, що відклало запуск каналу, запланований на 20 квітня 1964 року. Відкриття каналу відбувалось при свічках. BBC2 — перший із британських каналів став мовити в діапазоні ультрависоких частот (УВЧ).
1967 року «BBC Two» став першим каналом у Європі, що транслює телепередачі в кольорі за схемою PAL (BBC One і ITV почали трансляцію в кольорі тільки в листопаді 1969 року). BBC Two не показував «мильні опери» і звичайні новини. Ведучий Девід Аттенборо пішов з «BBC Two» для роботи в BBC «Природна історія», що існувала до 1950-х. Усьому світу відомі створені цим об'єднанням програми Девіда Аттенборо: «Життя на Землі», «Невидиме життя рослин», «Блакитна планета» і «Планета Земля». 1974 року BBC представило першу систему телетексту Ceefax.
У липні 2003 року BBC почала транслювати програми за допомогою супутника Astra 2D, що обійшлося BBC у 85 млн фунтів стерлінгів. У липні 2004 року BBC відсвяткувала своє 50-річчя. Запис цієї події вийшов на DVD. Наприкінці 2006 року управління BBC Television, очолюване Джано Беннет, увійшло до ширшого об'єднання — BBC Vision.
За роки компанія розширила своє мовлення майже на всі регіони світу й додала до радіомовлення телебачення й інтернет. Українська служба BBC теж представлена у Всесвітній службі. BBC також відома завдяки якісним інформаційним та розважальним програмам, які вона продає іншим компаніям. Отримує фінансову підтримку від держави.
29 квітня 2011 року BBC припинила мовлення українською мовою. Крім української, припинено радіомовлення також азербайджанською, російською (за винятком окремих програм в інтернеті), іспанською (для Куби), в'єтнамською, китайською і турецькою мовами.
Голова Всесвітньої служби Пітер Горрокс оголосив, що 650 робочих місць із 2400 буде закрито протягом наступних 3 років, більшість з них — упродовж першого року.
BBC раніше повідомила про закриття п'яти мовних служб через скорочення бюджету корпорації. Закрито албанську, македонську, сербську служби, а також редакції, які випускають програми для країн Карибського регіону англійською мовою та португальською — для країн Африки. Окрім повного закриття п'яти мовних служб, ще сім служб, серед яких і українська, припиняють радіомовлення, але залишаються в інтернеті. Скорочено чи закрито багато програм Всесвітньої служби англійською мовою, включно із «Європа сьогодні».
Бі-Бі-Сі також оголосила про закриття приблизно 200 вебсайтів англійською мовою і звільнення 360 людей, зайнятих їхнім виробництвом.
Станом на 1 травня 2024 року понад 300 журналістів Всесвітньої служби BBC працюють у вигнанні. Це приблизно 15 % усіх світових співробітників британського мовника. В тому числі, це співробітники перської служби BBC працюють у вигнанні більше 10 років, ще більше команд змусили переїхати задля власної безпеки та нещодавніх репресій проти свободи преси в Росії, Афганістані та Ефіопії, — про це BBC оголосила на заході World Service Presents, присвяченому викликам для журналістів та стану свободи ЗМІ в усьому світі.

### Логотипи

1958–1963[3]
1963–1971[4]
1971–1988[4]
1988–1997[5]
1997-2021[5]
2021[5]

## Сервіси

### Телебачення
BBC оперує кількома телевізійними каналами у Великій Британії такими як BBC One, BBC Two, BBC Three/CBBC, BBC Four/CBeebies, BBC News, BBC Parliament тощо.

### Радіо: BBC Radio
Британські станції BBC Radio — це 5 національних каналів, цифрові та регіональні (Уельс, Шотландія, та Північна Ірландія). 40 інших місцевих станцій обслуговують певні області Англії. Міжнародні станції транслюють новинні й дискусійні передачі на 27 мовах майже в усьому світі. Українська служба BBC є підрозділом міжнародної BBC World Service, аудиторія Української служби BBC, як повідомляла служба в період існування радіомовлення, становила близько 5 млн слухачів.

### Новини: BBC News
Відділ є найбільшим у світі транслятором новин та публікує приблизно 120 годин радіо- і телевізійної продукції щодня, а також онлайн-новини. Служба підтримує 50 іноземних бюро новин з більш ніж 250 кореспондентів по всьому світу. З 1992 року діяв українськомовний підрозділ BBC News.

### Інтернет: BBC Online та BBC Red Button
BBC Red Button — бренд для інтерактивних послуг цифрового телебачення. 17 березня 2016 року голова новинного підрозділу BBC Джеймс Гардінг оголосив про закриття деяких інтернет-сайтів і майбутню реформу новинного мовлення корпорації в рамках плану економії 15 мільйонів фунтів, це приблизно 15 % редакційного бюджету. Плановане закриття сайту BBC Food викликало обурення користувачів, при цьому комерційний сайт BBC Good Food продовжить працювати. Ця пропозиція є відповіддю на план реформування BBC, оголошений британським міністром культури Джоном Віттінгдейлом 12 травня 2016 року, який увійшов в основу королівської хартії, що формулює основні принципи роботи, встановлює механізм фінансування корпорації та структуру її управління. Нинішня королівська хартія діє до кінця 2016 року — нову хартію ухвалять на наступні 11 років.
У січні 2020 року сервіс BBC Red Button мали закрити назавжди, однак після велелюдної петиції глядачів BBC на платформі change.org, керівництво BBC у вересні 2020 року скасувало своє рішення про закриття сервісу BBC Red Button.